# European Champions League 2007-2008 (pallavolo femminile)
La European Champions League di pallavolo femminile 2007-2008 è stata la 48ª edizione del massimo torneo pallavolistico europeo per squadre di club; iniziata con la fase a gironi a partire dal 27 novembre 2007, si è conclusa con la final-four di Murcia, in Spagna, il 6 aprile 2008. Alla competizione hanno partecipato 20 squadre e la vittoria finale è andata per la seconda volta alla Pallavolo Sirio Perugia.

## Squadre partecipanti
| - Martinus - Türk Telekom - Azərreyl - Poštar - RC Cannes - ASPTT Mulhouse - CAV Murcia - Asystel - Eczacıbaşı - Fenerbahçe | - Giannino Pieralisi - Calisia - Dinamo Mosca - Zareč'e Odincovo - Sirio Perugia - PTPS - Rijeka - Schwechat Post - Tenerife - Voléro Zurigo |

## Fase a gironi

### Gironi
| Girone A                                 | Girone B                                     | Girone C                                          | Girone D                                   | Girone E                                      |
| ---------------------------------------- | -------------------------------------------- | ------------------------------------------------- | ------------------------------------------ | --------------------------------------------- |
| RC Cannes Giannino Pieralisi PTPS Rijeka | Azərreyl Fenerbahçe Calisia Zareč'e Odincovo | Türk Telekom ASPTT Mulhouse Asystel Voléro Zurigo | Poštar Eczacıbaşı CAV Murcia Sirio Perugia | Martinus Dinamo Mosca Schwechat Post Tenerife |

## Play-off a 12

### Squadre qualificate
- Martinus
- Giannino Pieralisi
- Asystel
- Zareč'e Odincovo
- Sirio Perugia
- Voléro Zurigo

## Play-off a 6

### Squadre qualificate
- CAV Murcia (qualificata di diritto in quanto squadra organizzatrice)
- Asystel
- Zareč'e Odincovo
- Sirio Perugia

## Final-four
La final four si è disputata a Murcia ( Spagna) e gli incontri si sono svolti al Pabellón Príncipe de Asturias. Le semifinali si sono disputate il 5 aprile, mentre la finale per 3º/4º posto e la finalissima si è giocata il 6 aprile.

### Finali 1º e 3º posto
|  | Semifinali       | Semifinali       | Semifinali    |               |                  | Finale             | Finale             | Finale             |  |
|  |                  |                  |               |               |                  |                    |                    |                    |  |
|  | CAV Murcia       | CAV Murcia       | 1             |               |                  |                    |                    |                    |  |
|  | CAV Murcia       | CAV Murcia       | 1             |               |                  |                    |                    |                    |  |
|  | Zareč'e Odincovo | Zareč'e Odincovo | 3             |               |                  |                    |                    |                    |  |
|  | Zareč'e Odincovo | Zareč'e Odincovo | 3             |               | Zareč'e Odincovo | Zareč'e Odincovo   | 1                  |                    |  |
|  |                  |                  |               |               | Zareč'e Odincovo | Zareč'e Odincovo   | 1                  |                    |  |
|  |                  |                  | Sirio Perugia | Sirio Perugia | 3                |                    |                    |                    |  |
|  | Sirio Perugia    | Sirio Perugia    | Sirio Perugia | Sirio Perugia | 3                | 3                  |                    |                    |  |
|  | Sirio Perugia    | Sirio Perugia    |               |               |                  | 3                  |                    |                    |  |
|  | Asystel          | Asystel          | 2             |               |                  | Finale 3º/4º posto | Finale 3º/4º posto | Finale 3º/4º posto |  |
|  | Asystel          | Asystel          | 2             |               |                  |                    |                    |                    |  |
|  |                  |                  |               |               |                  |                    |                    |                    |  |
|  |                  |                  |               |               |                  | CAV Murcia         | CAV Murcia         | 2                  |  |
|  |                  |                  |               |               |                  | CAV Murcia         | CAV Murcia         | 2                  |  |
|  |                  |                  |               |               |                  | Asystel            | Asystel            | 3                  |  |